# Ronde van Alberta
De Ronde van Alberta (Engels: Tour of Alberta) die in de herfst van 2012 de UCI-status van categorie 2.1 verwierf, werd van 3 tot 8 september 2013 voor de eerste keer verreden. Deze wedstrijd is de hoogst geklasseerde rittenwedstrijd in Canada. De eerste editie van de ronde ging van start in Edmonton en kwam aan in Calgary; het jaar erop werden beide steden in omgekeerde volgorde aangedaan. Tijdens deze wedstrijd worden de oostelijke Rocky Mountains overschreden langs de Highwood Pass.
De drijvende kracht achter deze wedstrijd is de in Vancouver geboren, maar in Edmonton wonende Alex Stieda. In 1986 was hij de eerste Noord-Amerikaanse wielrenner ooit die de gele trui droeg in de Ronde van Frankrijk.